# Langasker
Langasker är ett berg i republiken Island. Det ligger i regionen Suðurland, 200 km öster om huvudstaden Reykjavík. Toppen på Langasker är omkring 800 meter över havet.
Trakten runt Langasker är nära nog obefolkad, med mindre än två invånare per kvadratkilometer. Det finns inga samhällen i närheten. Trakten runt Langasker består i huvudsak av gräsmarker.